# ویکتوریا مورولز
ویکتوریا مورولز (انگلیسی: Victoria Moroles؛ زاده ۴ سپتامبر ۱۹۹۶) یک هنرپیشه اهل ایالات متحده آمریکا است. او در نمایش کانال دیزنی لیو و مدی نقش اندی را بازی کرد. او همچنین نقش هایدن رومرو را در تین ولف بازی کرده‌است. او همچنین در فیلم کمدی پلن بی به کارگردانی ناتالی مورالس بازی کرد.